# Chevron (Stargate)
En el universo ficticio de Stargate, los Chevrones, Chaurones o Galones son una parte del stargate. Hay nueve en cada uno y tienen una forma de V con una luz. Los chevrones sirven para codificar los símbolos y que el stargate funcione.
En una secuencia normal solo se usan 7 chevrones, 6 para la dirección de destino y 1 para el punto de origen. Un octavo chevron puede ser también utilizado, aunque raramente, y añade una coordenada extra para ir a otras galaxias (como Pegaso), aunque consumiendo grandes cantidades de energía. La llamada con 8 chevrones solo se puede realizar con un ZPM (aunque Jack O'Neill fue capaz de marcar 8 chevrones usando un aparato con naquadah líquido cuando adquirió los conocimientos de los antiguos para ir a Othalla, situado en la galaxia Ida).
La serie de televisión Stargate Universe, se basa en la historia de los antiguos, cuando éstos empezaron a sembrar stargates por toda la galaxia, incorporando así el noveno chevrón en esta nueva versión de stargate.
La función del noveno chevrón es la de regresar a las naves guiadas por los antiguos. Este noveno chevrón está situado en la parte baja del stargate, no visible la mayoría de las veces. Esto lleva a la equivocación común de que solo hay 8 chevrones.
- Datos: Q2963121